# Samsung NV3
Samsung NV3 är en digitalkamera och portabel mediaspelare (PMP) som Samsung presenterade i juli 2006 och som fanns att köpa i den svenska handeln från september samma år. Den är av pocketmodell och har ett objektiv med 3x optisk zoom (12x digital zoom). Kamerans CMOS sensor som har 7,2 megapixlars bildupplösning är ljuskänslig och kan ta bilder med känslighet motsvarande ISO-100, 200, 400, 800 och 1000.
NV3 är samtidigt den första kameran i denna storleksklass (föregångarna är Samsung i50PMP och Samsung i6) som har försetts med en full DV video upplösning (720x480 bildpunkter, 20 bilder per sekund). Videoinformationen lagras med MPEG-4 komprimering i AVI format och de kan spelas upp direkt från kameran på en TV via medföljande kablar.
Produkten är försedd med (förutom de traditionella stillbilds- och videokamera-funktionerna):
- spelare för MP3-ljud och MPEG 4-kodad videofilm
- diktafoninspelning
- bildläsare (OCR) och funktion för läsning av böcker (TXT-filer).

Via den integrerade antiskakfunktionen (digital bildbehandling) kan stillbilder med långa slutartider tas och därmed kan fotografier där normalt blixt är ett krav oftast tas med acceptabelt resultat. 
Det inbyggda flashminnet på 16 MB kan expanderas med ett SD-kort. Med ett 1GB SD-kort kan kameran spela in ca 54 minuter video (720x480, 20bps) (1h 8min vid 640x480, 30 bps), eller lagra ca 460 st bilder (7 megapixel) (938 st, 3 megapixel), eller så kan man diktera i 25h 30 minuter (om batteriet laddas om några gånger under tiden).